# San Isidro (Bohol)
San Isidro é um município de  quinta classe de renda municipal (d) na província Bohol, nas Filipinas. De acordo com o censo de 1 de maio  de  2020 possui uma população de 9 909 pessoas e 2 380 domicílios.